# Stephen Hurt
Stephen Hurt (Murfreesboro, 18 aprile 1993) è un cestista statunitense.